# IC 535
IC 535 — галактика типу E (еліптична галактика) у сузір'ї Гідра.
Цей об'єкт міститься в оригінальній редакції індексного каталогу.